# Farr 40
Farr 40 es la denominación de los monotipos de regata diseñados en 1996 por Farr Yacht Design y construidos por Carroll Marine primero, en su mayoría, y por dk Yachts y Waterline Systems, LLC posteriormente.
Se fabricaron 140 unidades aproximadamente y fue reconocida como clase internacional en la categoría de crucero por la Federación Internacional de Vela en 1997. Desde 1998 celebra anualmente su campeonato del mundo, patrocinado por Rolex. 